# Église Saint-Martin de Montigny-Lengrain
L'église Saint-Martin est une église située à Montigny-Lengrain, en France.

## Description

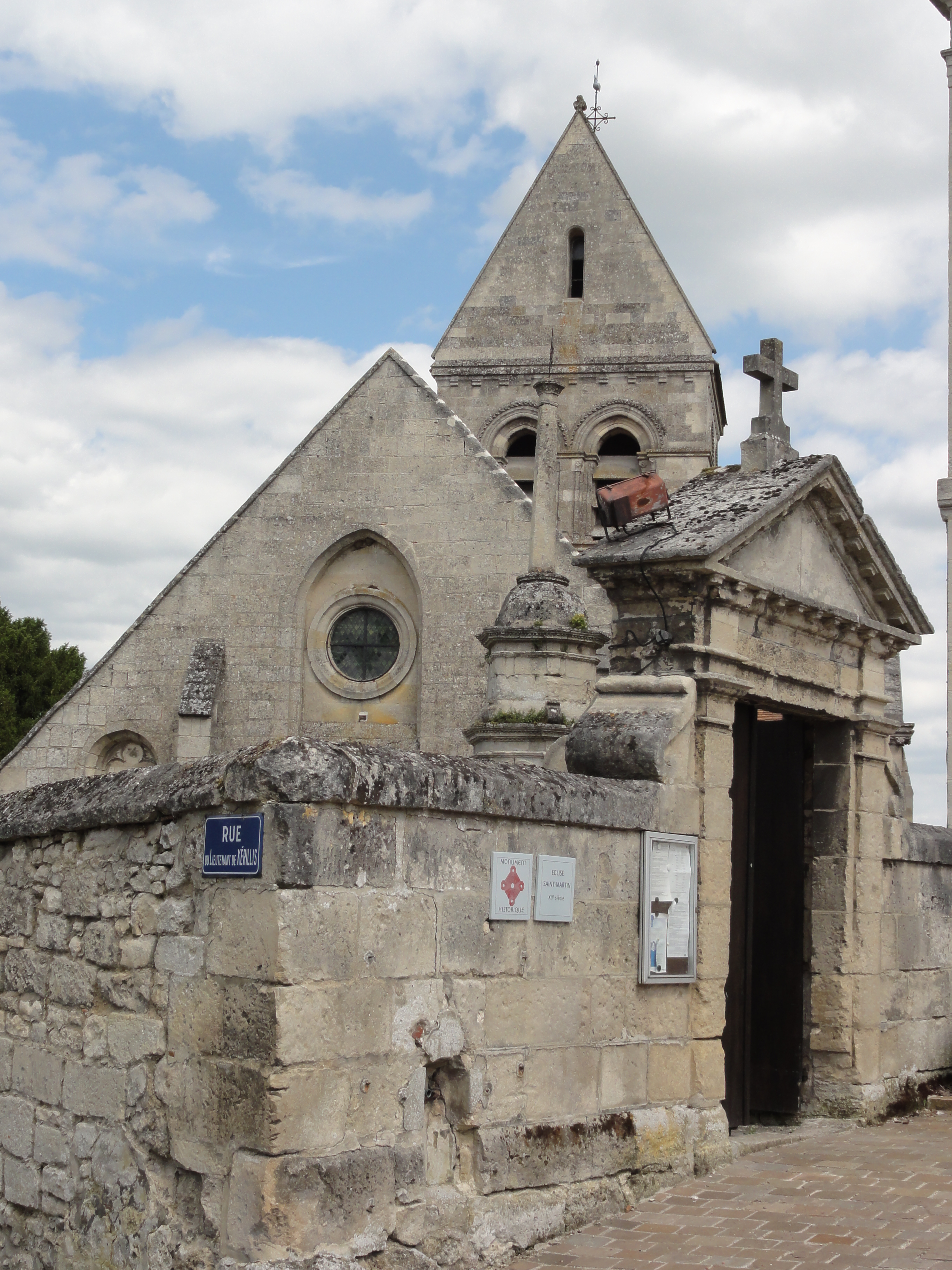
L'église derrière le portail de son enclos.
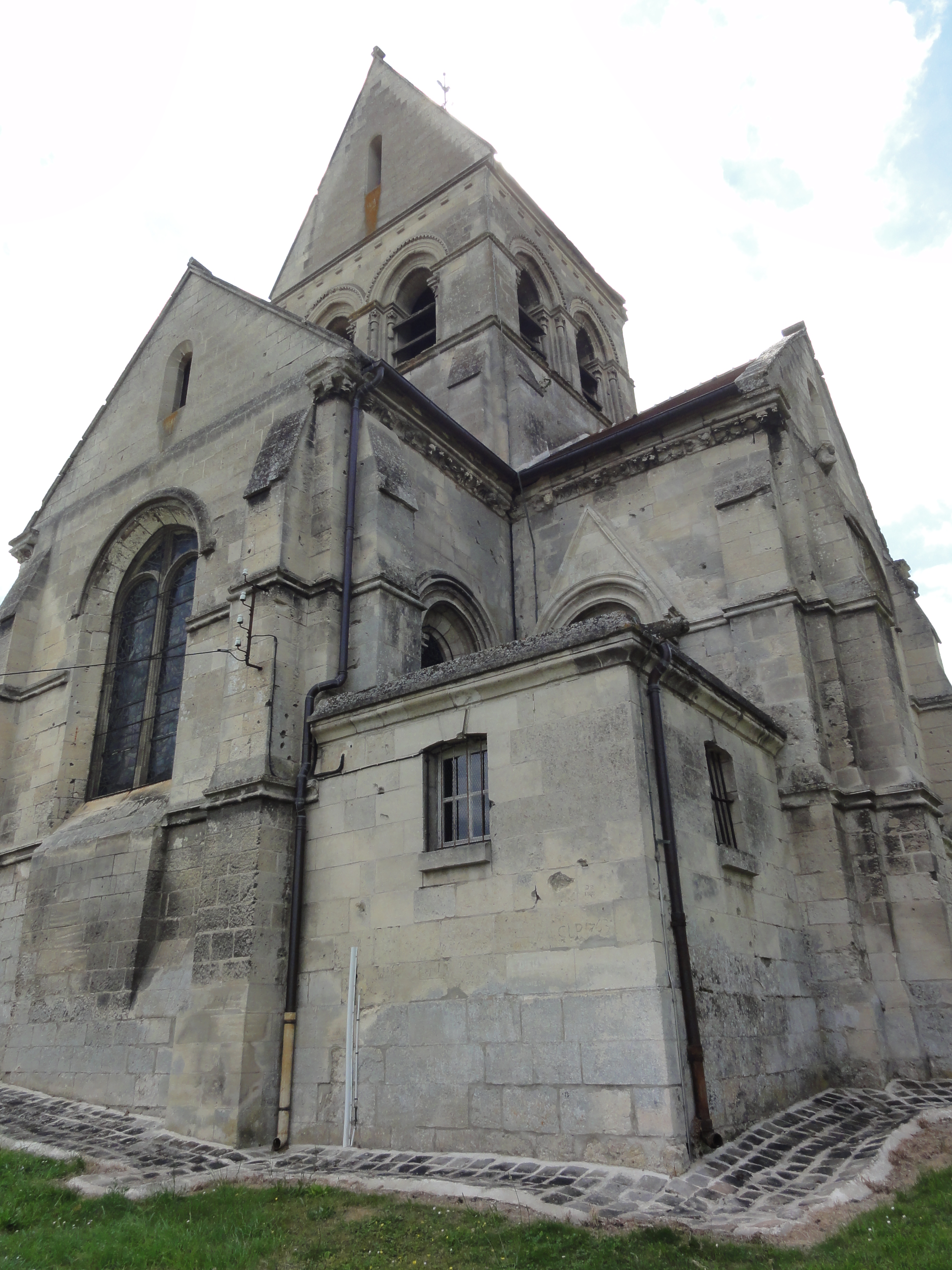
Côté nord-est.
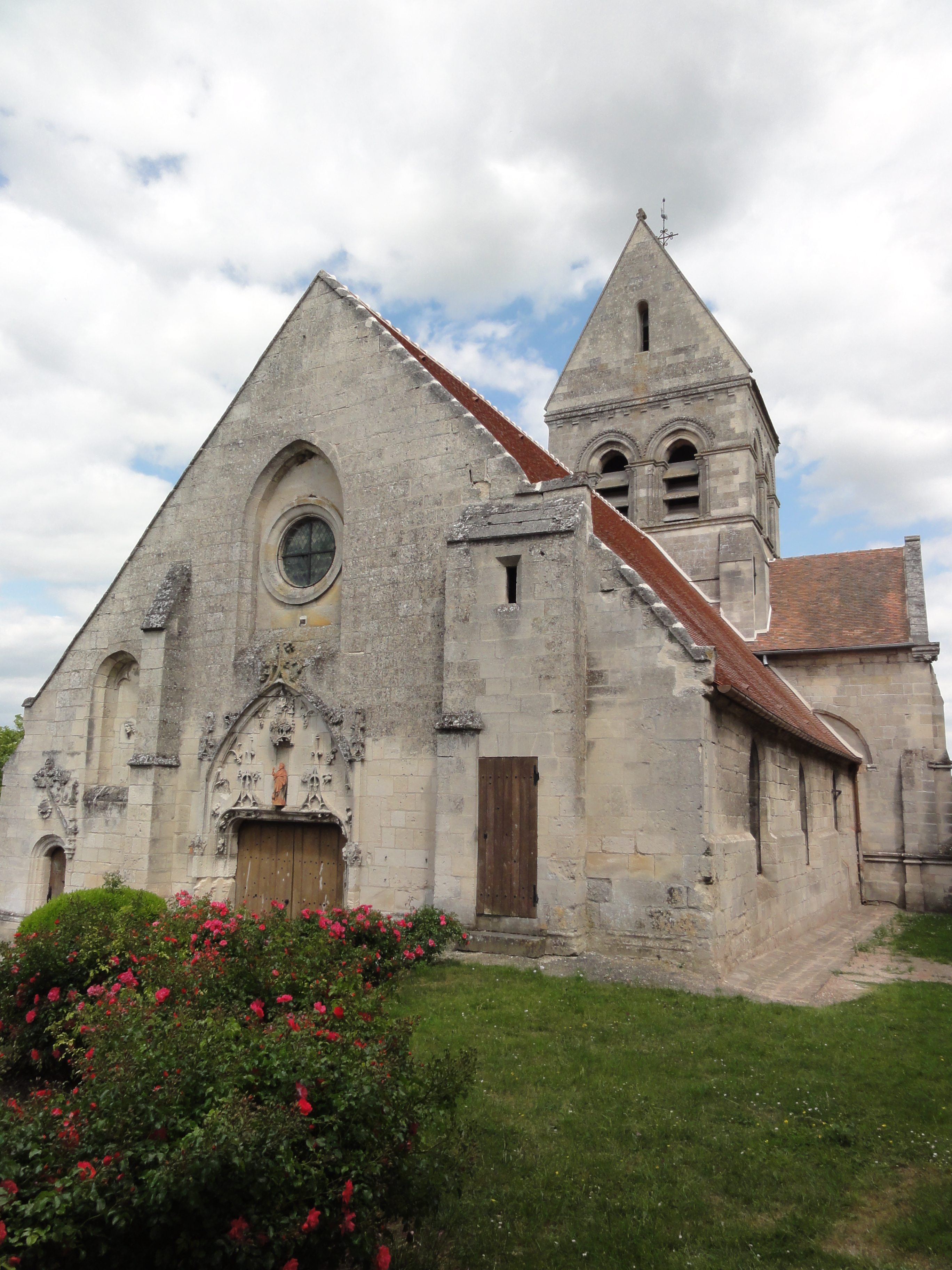
Façade ouest avec entrée.
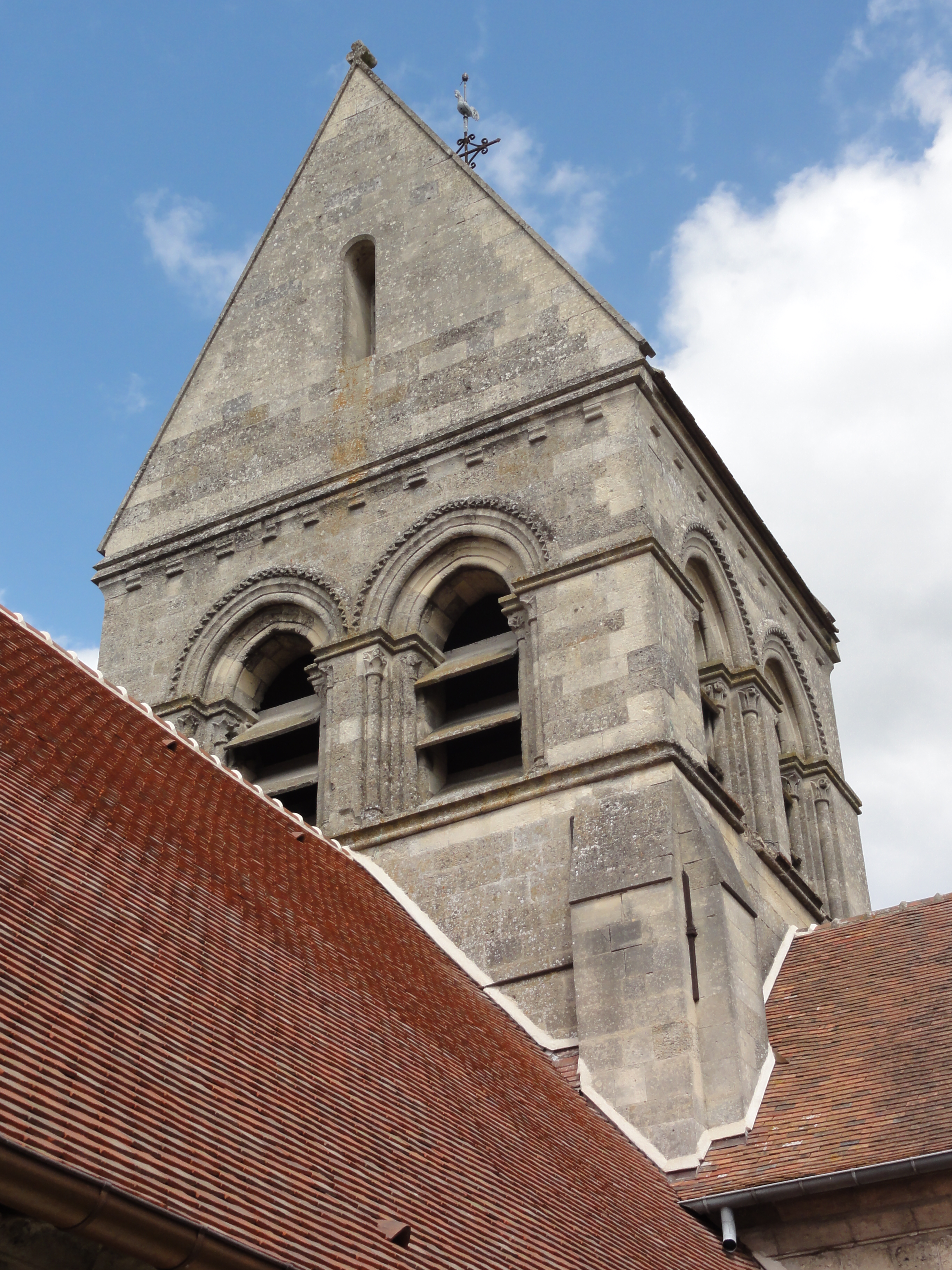
La tour.
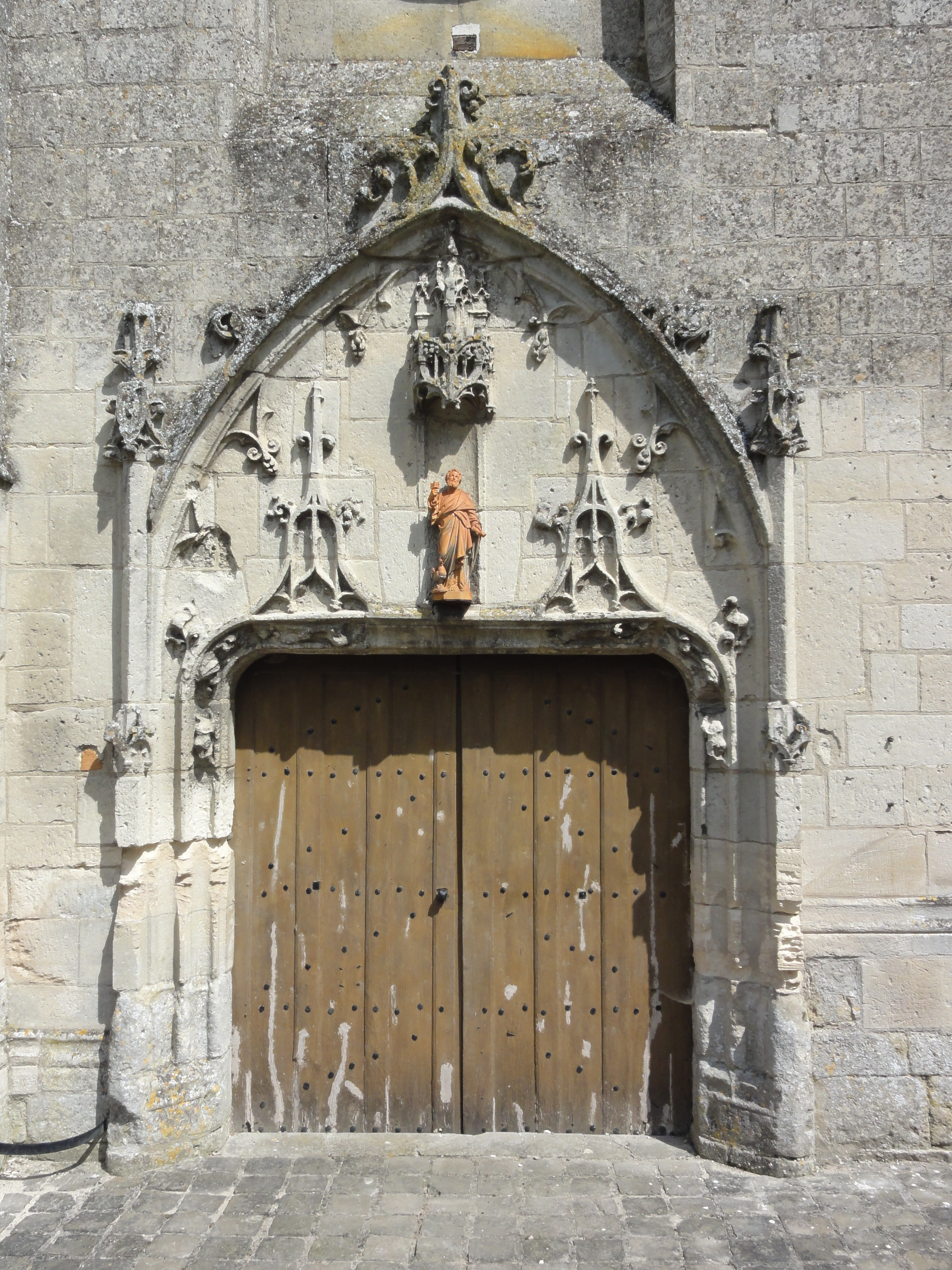
Portail ouest.
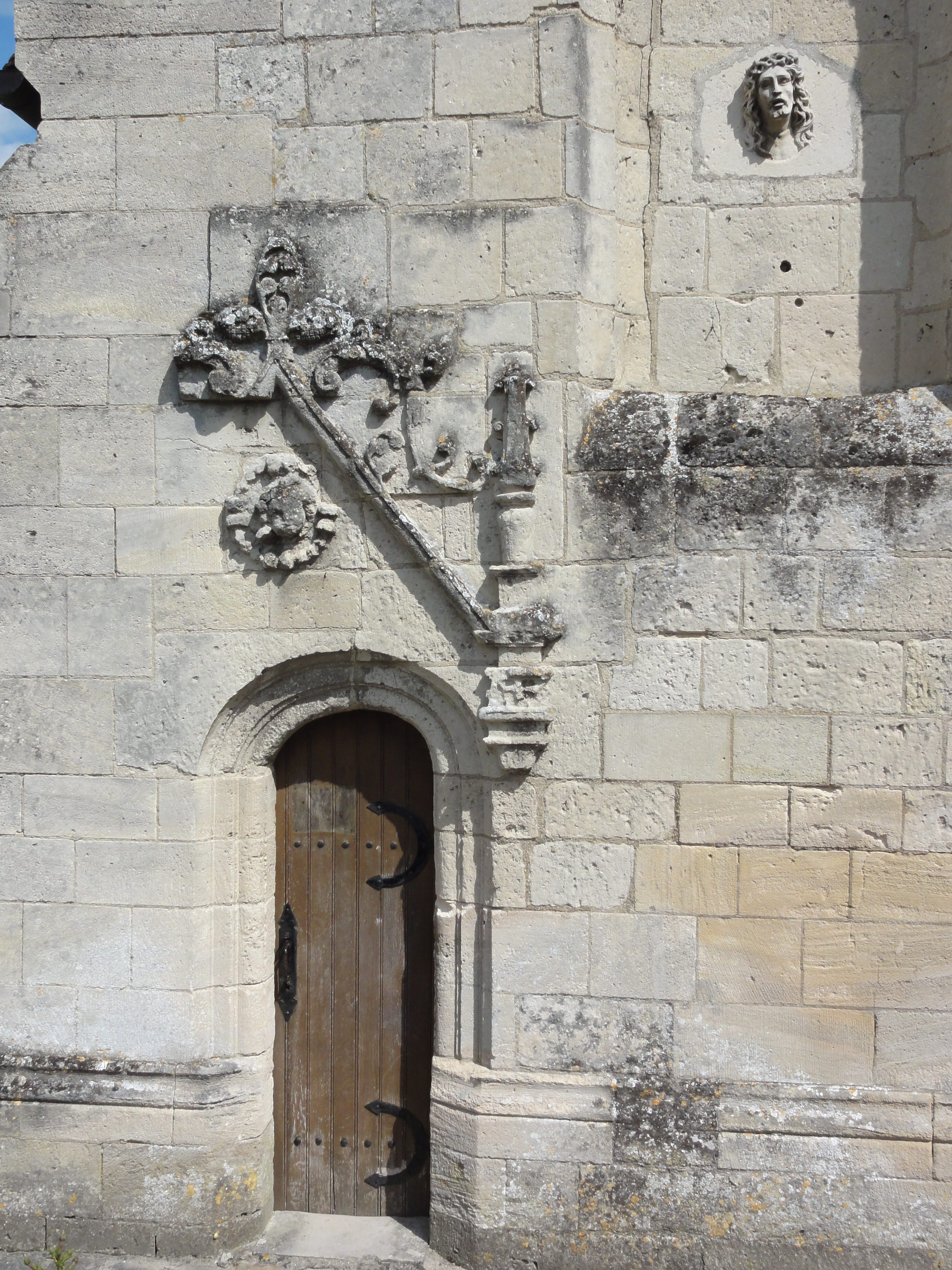
Petit portail sud.
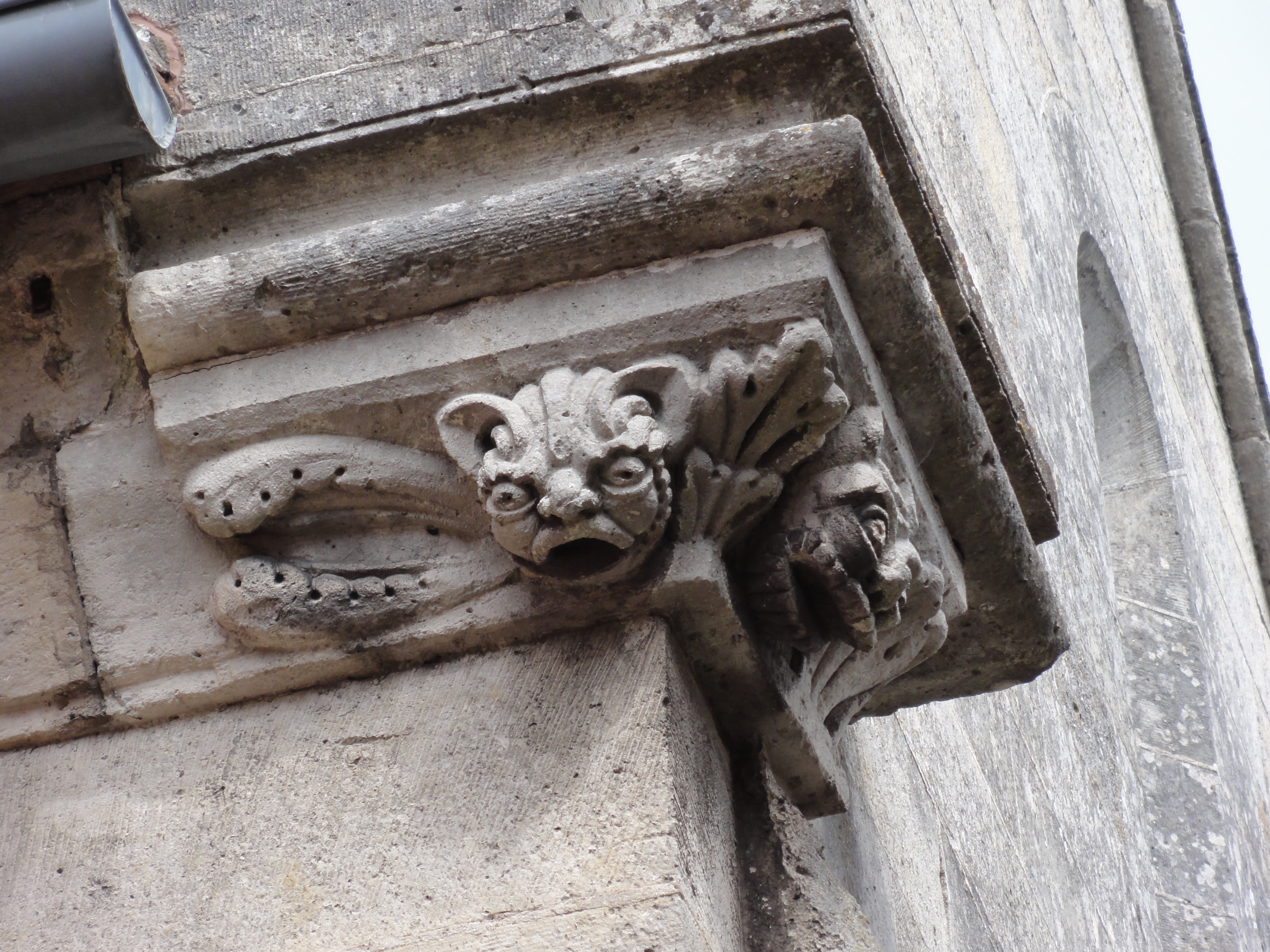
Chapiteau sculpté.

## Localisation
L'église est située sur la commune de Montigny-Lengrain, dans le département de l'Aisne.

## Historique
Le monument est classé au titre des monuments historiques en 1921.